# Marco Steinauer
Marco Steinauer (* 13. April 1976 in Einsiedeln) ist ein ehemaliger Schweizer Skispringer.

## Werdegang
Steinauer startete ab der Saison 1994/95 regelmässig im Weltcup, nachdem er bereits zuvor, im Januar 1992, zwei Einsätze bei in der Schweiz ausgetragenen Springen erhalten hatte. Obwohl er zu diesem Zeitpunkt noch keinen Weltcuppunkt errungen hatte, war er Teil der Schweizer Mannschaft bei der Nordischen Skiweltmeisterschaft 1995 in Thunder Bay. Dort konnte er einen vierzehnten Platz von der Normalschanze und einen fünften Platz mit dem Team belegen, von der Grossschanze schied er hingegen nach dem ersten Durchgang aus. Zu Beginn der Saison 1995/96 konnte er mehrere Resultate unter den besten zehn erzielen, ab Anfang Januar liess seine Form jedoch nach, und er nahm stets stabile Plätze im Mittelfeld ein. 1996 konnte er sich jedoch den Titel bei der Schweizer Meisterschaft sichern. Ab der Folgesaison 1996/97 blieb seine Leistung im Weltcup über mehrere Jahre weitgehend konstant: Er kämpfte stets um den Einzug in den zweiten Durchgang und nahm, bis auf einige Ausreisser (wie etwa einem sechsten Platz im November 1999 in Kuopio), stets Plätze zwischen Rang 25 und 45 ein. Ab 2003 trat er oftmals auch im zweitklassigen Continental Cup an und belegte dort Plätze im vorderen Mittelfeld. 2006 beendete er schliesslich, nach 128 Starts im Weltcup, seine Karriere. Während dieser hatte er an den Olympischen Winterspielen 1998 und 2002 teilgenommen, ebenso an den Skiflug-Weltmeisterschaften 1996, 1998 und 2000. Obwohl er noch bei fünf weiteren Nordischen Skiweltmeisterschaften startete, konnte er bei keiner mehr an seine Platzierungen von 1995 in Thunder Bay anknüpfen.
Steinauer ist gelernter Bauspengler und übte seinen Beruf neben der sportlichen Karriere auf Teilzeitbasis aus. Seit seinem Karriereende arbeitet er in Vollzeit in Unterägeri.

## Erfolge

### Weltcup-Platzierungen
| Saison  | Platz | Punkte |
| ------- | ----- | ------ |
| 1995/96 | 17.   | 415    |
| 1996/97 | 36.   | 119    |
| 1997/98 | 93.   | 002    |
| 1998/99 | 53.   | 039    |
| 1999/00 | 40.   | 075    |
| 2000/01 | 52.   | 048    |
| 2002/03 | 84.   | 001    |